# Erina Yamazaki
Erina Yamazaki (山崎 依里奈, Yamazaki Erina), née le 10 mars 1974 à Tokyo, est une seiyū (doubleuse japonaise) affiliée à la société 81 Produce.

## Doublage
- Bakusō Kyōdai Let's & Go!! (ja) MAX (TV) (Keichi Saijou)
- Gregory Horror Show (TV) (James)
- Monsieur est servi (TV) (Joshou (ep.7))
- Let's Dance With Papa (TV) (Fukko Amachi)
- Panyo Panyo Di Gi Charat (en) (TV) (Newborn Chick)
- Thomas et ses amis (version japonaise) (Emily) (Succède à Yuka Shioyama, Saison 9-)

## Source de la traduction
- (en) Cet article est partiellement ou en totalité issu de l’article de Wikipédia en anglais intitulé « Erina Yamazaki » (voir la liste des auteurs).